# Iwan Nieczaj
Iwan Nieczaj al. Neczaj (zm. po 1673) – pułkownik kozacki białoruski, następnie pułkownik kozacki królewski.  

## Działalność wojskowa i publiczna
Pochodził z dawnej ruskiej rodziny ziemiańskiej herbu własnego. Brał udział w powstaniu Bohdana Chmielnickiego, odznaczając się walecznością. W 1648 r. oficer bracławskiego pułku dowodzonego przez jego brata, Daniła Nieczaja.
Z końcem 1655 nakaźny pułkownik kozacki białoruski. W 1656 pułkownik białoruski i czauski. W 1659-1660 dowodził powstaniem przeciwko moskiewskiej władzy. Długo i dzielnie bronił Starego Bychowa. Objęty amnestią, otrzymał od króla starostwo bobrujskie. Został mianowany pułkownikiem kozackim królewskim. Z powodu zdrady popadł w niewolę moskiewską i został zesłany do Tobolska.
Po powrocie do kraju scedował starostwo bobrujskie na rzecz Aleksandra Hilarego Połubińskiego i w 1673 otrzymał od króla starostwo zahalskie w powiecie mozyrskim.
Elektor z województwa mińskiego, 1669.

## Życie prywatne
Mąż córki Bohdana Chmielnickiego, Stefanidy. Prawdopodobnie jego drugą małżonką była Eufrozyna z Siliczów herbu Korczak VIII.